# François Place (sciatore)
François Place (Albertville, 2 luglio 1989) è un ex sciatore alpino e sciatore freestyle francese.

## Biografia

### Stagioni 2005-2011
Place, originario di Tournon, nella prima parte della sua carriera ha gareggiato nello sci alpino: ha esordito in gare riconosciute dalla FIS il 9 dicembre 2004 giungendo 45º in uno slalom speciale a La Plagne valido come gara FIS e ha debuttato in Coppa Europa, sul medesimo tracciato, il 18 gennaio 2007 piazzandosi al 42º posto in slalom gigante.
Nel 2008 ha partecipato ai Mondiali juniores 2008 tenutisi a Formigal, durante i quali ha ottenuto come miglior prestazione l'11º piazzamento nella combinata. L'anno seguente, nell'edizione di Garmisch-Partenkirchen 2009, è arrivato 5º nello slalom speciale. Sempre nel 2009 ha esordito anche in Coppa del Mondo, il 21 febbraio a Sestriere, senza riuscire a qualificarsi per la seconda manche dello slalom gigante in programma.

### Stagioni 2012-2016
Nel 2012 si è aggiudicato il primo podio in Coppa Europa piazzandosi 3º nello slalom speciale di Pamporovo del 12 febbraio, alle spalle dello norvegese Henrik Kristoffersen e del giapponese Naoki Yuasa, mentre ha ottenuto la prima vittoria nello slalom gigante tenutosi a Klövsjö/Vermdalen il 3 dicembre 2013.
Il 16 gennaio 2016 nello slalom speciale di Zell am See ha colto la sua ultima vittoria, nonché ultimo podio, in Coppa Europa e il 6 marzo seguente ha preso per l'ultima volta il via a una gara di Coppa del Mondo, lo slalom speciale di Kranjska Gora che non ha completato (non ha portato a termine nessuna delle 39 prove di Coppa del Mondo cui ha preso parte in carriera). Ha smesso di gareggiare nello sci alpino al termine della stagione 2015-2016 e la sua ultima gara è stata il supergigante dei Campionati francesi 2016, il 28 marzo a Les Menuires, chiuso da Place al 35º posto; durante la sua carriera nello sci alpino non ha preso parte né a rassegne olimpiche né iridate.

### Stagioni 2017-2022
A partire dal novembre 2016 Place ha iniziato a gareggiare nel freestyle prendendo parte a gare di ski cross: in Coppa Europa ha esordito il 27 novembre 2016 a Pitztal (17º), ha colto il primo podio l'11 gennaio 2017 a Val Thorens (3º) e la prima vittoria il giorno successivo. Ha debuttato in Coppa del Mondo l'11 febbraio 2017 a Idre Fjäll (5º) e ai Campionati mondiali a Sierra Nevada 2017, dove ha vinto la medaglia di bronzo; al termine della stagione in Coppa Europa si è aggiudicato la classifica di ski cross.
Ha esordito ai Giochi olimpici invernali a Pyeongchang 2018, raggiungendo i quarti di finale e classificandosi al 10º posto; l'anno dopo ai Mondiali di Park City 2019 si è laureato campione del mondo, precedendo il campione olimpico uscente Brady Leman. Il 25 gennaio 2020 ha ottenuto a Idre Fjäll il primo podio in Coppa del Mondo (3º); l'anno dopo ai Mondiali di Idre Fjäll/Astana/Aspen 2021, sua ultima presenza iridata, ha vinto la medaglia d'argento. Il 23 gennaio 2022 ha ottenuto a Idre Fjäll l'ultimo podio in Coppa del Mondo (3º) e ai successivi XXIV Giochi olimpici invernali di Pechino 2022, suo congedo olimpico, si è piazzato al all'8º posto. Si è ritirato al termine di quella stessa stagione 2021-2022: la sua ultima gara in Coppa del Mondo è stata quella di Veysonnaz del 19 marzo (25º) e la sua ultima gara è stata quella dei Campionati francesi 2022, disputata il 23 marzo a Les Contamines e nella quale Place si è classificato 66º.

## Palmarès

### Sci alpino

#### Coppa Europa
- Miglior piazzamento in classifica generale: 9º nel 2013
- 5 podi:
  - 2 vittorie
  - 1 secondo posto
  - 2 terzi posti

##### Coppa Europa - vittorie
| Data            | Località          | Paese   | Specialità |
| --------------- | ----------------- | ------- | ---------- |
| 3 dicembre 2013 | Klövsjö/Vermdalen | Svezia  | GS         |
| 16 gennaio 2016 | Zell am See       | Austria | SL         |

Legenda:

GS = slalom gigante

SL = slalom speciale

#### South American Cup
- Miglior piazzamento in classifica generale: 12º nel 2014
- 2 podi:
  - 1 secondo posto
  - 1 terzo posto

#### Campionati francesi
- 2 medaglie[2]:
  - 1 oro (supercombinata nel 2010)
  - 1 bronzo (slalom speciale nel 2015)

### Freestyle

#### Mondiali
- 3 medaglie:
  - 1 oro (ski cross a Park City 2019)
  - 1 argento (ski cross a Idre Fjäll/Astana/Aspen 2021)
  - 1 bronzo (ski cross a Sierra Nevada 2017)

#### Coppa del Mondo
- Miglior piazzamento in classifica generale: 33º nel 2018
- Miglior piazzamento nella classifica di ski cross: 6º nel 2021
- 4 podi:
  - 4 terzi posti

#### Coppa Europa
- Vincitore della classifica di ski cross nel 2017
- 7 podi:
  - 4 vittorie
  - 1 secondo posto
  - 2 terzi posti

##### Coppa Europa - vittorie
| Data             | Località     | Paese    | Specialità |
| ---------------- | ------------ | -------- | ---------- |
| 12 gennaio 2017  | Val Thorens  | Francia  | SX         |
| 1º febbraio 2017 | Bardonecchia | Italia   | SX         |
| 2 febbraio 2017  | Bardonecchia | Italia   | SX         |
| 19 febbraio 2017 | Ebingen      | Germania | SX         |

Legenda:

SX = ski cross

#### Campionati francesi
- 1 medaglia:
  - 1 bronzo (ski cross nel 2018)